# Vakantie (Lil' Kleine)
Vakantie is een lied van de Nederlandse rapper Lil' Kleine. Het werd in 2016 als single uitgebracht.

## Achtergrond
Vakantie is geschreven door  Julien Willemsen, Jorik Scholten en Tevin Plaate en geproduceerd door Jack $hirak. Het is een nummer uit het genre nederhop. In het lied rapt de artiest over dat hij nodig op vakantie moet gaan en wat hij gaat doen als hij op vakantie is. 
De single heeft in Nederland de platinastatus.

## Hitnoteringen
De artiest had succes met het lied in de hitlijsten van het Nederlands taalgebied. Het piekte op de twaalfde plaats van de Nederlandse Single Top 100 en stond negen weken in deze hitlijst. In de Nederlandse Top 40 kwam het tot de 32e positie. Het was drie weken in de Top 40 te vinden. Er was geen notering in de Vlaamse Ultratop 50; het kwam hier tot de vijftiende plaats van de Ultratip 100.